# Sampaiosia crulsi
Sampaiosia crulsi là một loài nhện trong họ Sparassidae. Chúng thuộc chi đơn loài Sampaiosia, được Cândido Firmino de Mello-Leitão miêu tả năm 1930.